# 최우철
최우철(1948년 12월 26일 ~ )은 대한민국의 전직 기자이며 교수 겸 아나운서이다.

## 경력
- 1974년 MBC 공채 아나운서
- 1982년 기자 전직
- 2006년 정년퇴임

## 방송 프로그램
- MBC 《MBC 뉴스쇼》 (1981~1984)
- MBC 《여기는 MBC》 (평일, 1984~1991)
- MBC 《MBC 뉴스와이드》(1991~1993)
- MBC 《MBC 뉴스 굿모닝코리아》(1997~1998)